# Kseniya Boguslavskaya
Kseniya (O Ksenia o Xenia) Boguslavskaya (San Petersburgo, 24 de enero de 1892-París, 3 de mayo de 1972) fue una pintora, poeta y decoradora de interiores rusa. Formó parte de la vanguardia rusa futurista suprematista (en ruso: Ксения Богуславская). Se le atribuye a ella, y no a su marido, la creación del Mavva (símbolo del Mal Mundial), que está presente en los poemas de Velimir Jlébnikov.

## Carrera
Kseniya nació en San Petersburgo, estudio arte en París entre 1911 y 1913.Tras su periodo de formación regresó a San Petersburgo en 1913 y se casó con Iván Puni. Su apartamento en San Petersburgo se convirtió en un lugar de reunión para artistas y poetas de la vanguardia. En 1914 publicó con Puni el cubo-futurist, un folleto llamado Ruge Parnassus («Рыкающий Парнас»).
En 1915 se unió al Supremus («Супремус»), un grupo de artistas de vanguardia. Algunos de sus miembros fueron: (Liubov Popova, Nadezhda Udaltsova, Varvara Stepánova, Aleksandra Ekster, Iván Kliun, Nina Genke-Meller, Iván Puni y otros. El grupo estuvo dirigido por el fundador del suprematismo, Kazimir Malévich.
Entre 1915-1916 colaboró con el grupo artístico Suprematist y trabajó en el Centro de folklore Villa Verbovka de la provincia Ucrania, cerca de Kiev. Exhibió sus obras en la primera exposición futurista de 1915. y ese mismo año ayudó a organizar la muestra Suprematist 0.10 a finales de ese mismo año. Fue miembro de Jack de Diamantes (1919) y Mir iskusstva (1916–1918).
En 1919 ella y Puni huyeron de la Unión soviética a través del Golfo de Finlandia. Vivió en Berlín entre 1919 a 1923, trabajando como diseñadora de escena para el cabaret ruso-alemán Blue Bird y para el Teatro Romántico ruso. En Berlín estableció lazos con los futuristas internacionales, al que pertenecieron los poetas Ruggero Vasari y Kārlis Zāle.

## Periodo de París
En 1923 se fue a vivir a París. Tras la muerte de su marido en 1956, donó 12 pinturas de Puni al Museo Nacional de Arte Moderno de París y algunos de sus grabados, así como otros papeles a la Biblioteca Nacional de Francia en 1966. Realizó una exhibición en el Salon des Indépendants ese mismo año y organizó una exposición de los trabajos de Puni en el Museo de la Orangerie.
Murió en 1982 y fue enterrada en el cementerio de Montparnasse en París.